# DP Водолея
DP Водолея (лат. DP Aquarii) — одиночная переменная звезда в созвездии Водолея на расстоянии (вычисленном из значения параллакса) приблизительно 23066 световых лет (около 7072 парсеков) от Солнца. Видимая звёздная величина звезды — от +14,8m до +13,7m.

## Характеристики
DP Водолея — жёлто-белая пульсирующая переменная звезда типа RR Лиры (RRAB) спектрального класса F. Эффективная температура — около 6465 К.